# 嚴延年
嚴延年（？—前58年），字次卿，西漢東海下邳（今江蘇省睢寧縣古邳鎮）人，嚴延年少輕時學習法律，初任郡吏，後官至涿郡、河南郡太守等職。他執法嚴峻苛刻、殺人眾多，後因遭人上書其犯有誹謗朝政之罪，而被判處棄市之刑。

## 生平

### 彈劾霍光
嚴延年的父親是丞相府的屬吏，嚴延年在其年少時便於丞相府內學習法律和律令，後來回到家鄉擔任郡吏。通過選拔出任御史的屬吏，又被舉薦為侍御史。這時，大將軍霍光廢黜昌邑王刘贺改立汉宣帝。漢宣帝剛剛即位，嚴延年就劾奏霍光「擅自廢立國君，沒有做臣子的禮節，大逆不道」。他的奏章雖然被扣下，但朝廷上下都對他肅然敬畏。

### 獲罪流亡
嚴延年後來又彈劾大司農田延年拿著兵器冒犯屬車，而田延年自己則辯白說根本沒有這回事。事情下交給御史中丞查辦，御史中丞斥責嚴延年為什麼當時不發送文書給宮殿門，叫他們阻止田延年，而讓田延年得以隨意出入宮門，於是嚴延年反被劾奏擅放罪人私闖宮禁之罪，依法應當判處死刑。嚴延年不得已只好亡命出逃。恰逢大赦才敢重新露面。在其遇赦後，丞相府和御史大夫府發來徵召他的文書在同一天送達，嚴延年因為御史大夫府的文書在先到，而前往御史大夫府供職，又做了那裡的屬吏。由於漢宣帝還記得嚴延年，便任命他為平陵縣县令，然而嚴延年在任職期間又因殺害無辜之人而被免官，此後其再次擔任丞相府的屬吏，並被選拔為好畤縣縣令。神爵年間，西羌反叛，彊弩將軍許延壽請嚴延年做他的长史，跟隨軍隊擊敗西羌。班師回朝後，嚴延年被任命為涿郡太守。

### 嚴刑峻法
當時，涿郡頻頻碰到無能的太守，涿郡人畢野白等人因此敗壞法紀，胡作非為。豪強大姓西高氏和東高氏，從郡府官吏以下都畏避他們，不敢與他們相牴觸，都說：「寧可背棄俸祿二千石的太守，也不能得罪強橫的大戶。」這兩家縱放其門客在外偷竊搶劫，一旦罪狀被人揭發，就躲進高家，官吏們便不再敢繼續追捕。盜賊日漸增多，行人們都必須張弓拔刀才敢在路上行走，當地竟混亂到如此程度。嚴延年到任後，即派遣掾史蠡吾縣人趙繡查究高家的罪行，得到他們犯有死罪的罪狀。趙繡看嚴延年是新任的太守，心裡害怕，於是就準備了兩份揭發的罪狀，想先禀告輕的那份，若嚴延年生氣了，再把重的那份拿出來。而嚴延年事先已知道趙繡的打算。趙繡一來，果然禀告輕的那份，嚴延年隨即從趙繡懷中搜出罪行重的那份，立刻將其逮捕，送進監獄，夜裡剛抓入監獄，第二天早晨就把他押赴鬧市判決處死，死在他查究的高氏族人前頭，其餘的官吏們皆被嚇得雙腿發抖。嚴延年又派官吏分頭考察兩個高氏，徹底追查他們的罪惡，兩家各被處死好幾十人，涿郡的百姓震動驚恐，從此郡內路不拾遺。
過了三年，嚴延年調遷為河南郡太守，賞賜黃金二十斤。河南郡的豪強們都嚇得摒住呼吸，田野裡沒有流竄的盜賊，嚴延年的聲威震動了鄰近的各郡。他的治理致力於打擊豪強，扶助貧弱。貧弱者即使犯法，也會曲解法令條文釋放他們，侵犯小民的豪強，則利用法令條文把他們納入法網。大家都認為該判死刑的人，只一個早晨就放出去了，而那些被認為該放的人，卻違背正理被殺。官吏和百姓沒有人能測出嚴延年心意的深淺，因此大家都害怕的發抖不敢違犯法律，而查究嚴延年所審理的每宗案件，又都是文案縝密無可翻案。
嚴延年為人身材短小，精明強幹，辦事靈活迅速，即使是子貢、冉有這樣精通政事的人也不能勝過他。嚴延年對屬吏裡忠心、盡心竭力保全節操者，他會像對待親骨肉一樣的厚待他們，親近信任他們，不在乎他們的出身，因此其下屬對他不隱瞞實情。然而嚴延年憎恨壞人太過分了些，被攻擊、陷害的人很多，尤其是他精通於寫案卷，善長隸書，他想要殺的罪犯，奏章都親自寫成，連掌管文書的中主簿和接近他的屬吏都無從知曉。他判決死罪的奏章被批准，快得就像有神助一樣。冬天的時候，他就傳令將所屬各縣的囚犯會集到郡府，判罪誅殺，血流數里，因此河南郡的百姓都稱他叫「屠伯」，命令做的就立即做，禁止的就立即禁止，郡中政治清明。

### 謗議棄市
這時張敞擔任京兆尹一職，他與嚴延年一向交好。而張敞治理地方雖也嚴酷，但是亦有對罪犯酌情從寬處理的時候，張敞聽說嚴延年用刑苛刻，便寫信勸告他說：「古代的名犬韓盧抓取野兔時，都要先看一看主人的眼色才去抓捕，不濫殺過多。希望次卿你能稍微減緩刑罰和誅殺，考慮一下使用韓盧犬取兔之術來行事。」嚴延年回信道：「河南郡是天下的咽喉，西周與东周的流弊尚在，雜草茂盛而禾苗荒蕪，怎麼可以不剷除呢？」嚴延年以此誇耀自己的能耐，始終不肯放鬆或停止。
當時黃霸在颍川郡用寬恕的方法進行治理，郡內也很平靜，且連續出現豐年，凤凰亦出現在穎川。漢宣帝認為黃霸賢能，下詔稱頌他的行為，賜予其金印紫綬的爵位。嚴延年素來鄙視黃霸的為人，等到在相鄰的郡做太守時，朝廷對黃霸的褒賞反而在自己前面，因此內心很不服氣。正巧在河南郡境內出現了蝗災，一位名叫義的府丞前往視察災情，回來後去見嚴延年，嚴延年便說：「這蝗蟲難道就是鳳凰的食物嗎？」義又說司農中丞耿寿昌修築常平倉，使百姓獲益。嚴延年說：「丞相和御史大夫連這種辦法都想不出，應該避位而去！耿壽昌又有什麼權利這麼做呢？」後來左馮翊之位空缺，漢宣帝原本打算徵召嚴延年，當時徵召的符信都已經發出，但由於他的酷烈名聲又作罷。嚴延年懷疑是少府梁丘賀在漢宣帝面前詆毀自己，於是懷恨在心。恰逢琅邪郡太守因為在任職中長期有病，滿了三個月之期而被免職，嚴延年自己知道被廢置，就對府丞說：「此人還能離開官職，我反而不能離開？」再有，嚴延年薦舉某管理監獄的小吏廉潔，不料此人其實有贓物，只是還沒到手，嚴延年因為察舉人才不符事實而受到降級處分，他笑著說：「往後誰敢再舉薦人才呢！」。
府丞義年紀老邁，心思惑亂，他平素就懼怕嚴延年，恐怕被其中傷，其實嚴延年原先曾與義同在丞相府做屬吏，相當親近、厚待他，並沒有詆毀他的意思，贈送給義的東西也很豐厚，然而義反而更加惶恐，就自己占卜吉凶，得到的卻是死卦，義為此悶悶不樂，於是請假來到长安，上書陳述嚴延年犯罪的十件事實。跪拜上奏後，義隨即服毒自盡，藉以表明自己所說的不是謊言。此事交由御史丞審查驗證，確實有這些事，據此判處嚴延年。結果，嚴延年因怨恨、指責皇帝治理國家的措施、不道等罪行，在鬧市中被處死。

## 軼事
當初，嚴延年的母親從東海郡前來，想要與嚴延年一起過臘祭。走到雒陽時，恰好碰上奏報處決囚犯。嚴母大為吃驚，便留在都亭，不肯進郡守府。嚴延年出府到都亭去拜見母親，母親關著門不肯見他。嚴延年在門外摘下帽子叩頭謝罪，過了好長一段時間，嚴延年的母親才見他，並數落責備其說：「有幸能夠官居郡守之位，獨當一面地治理千里的土地，沒聽見你用仁愛的辦法來教化，用以保全安撫百姓，反而倚靠刑罰懲辦和殺害了許多人，想藉此來樹立威信，難道這是作為百姓父母官的本意嗎！」嚴延年伏罪，又磕頭謝罪，並親自為母親駕車，回到郡守府。嚴母在過完臘祭之後，對嚴延年說：「上天是洞察是非、無所不知的，殺人多的人，自己也會有報應，想不到我在垂暮之年還要親眼目睹健壯的兒子身受刑戮！我走啦！離開你回到東方的家鄉去，為你灑掃墓地。」於是就離開了。
嚴母回到東海郡，見到嚴延年的兄弟與同族之人，又對他們說起這件事。過了一年多，嚴延年果然被處死。東海郡人沒有不稱頌嚴母賢明智慧的，而嚴延年兄弟五人同樣都有作官的才幹，也都作了大官，其中嚴延年的二弟嚴彭祖更是官至太子太傅，東海郡人皆把嚴母尊稱為「萬石嚴嫗」。

## 評價
- 王夫之：嚴延年劾奏霍光擅廢立無人臣禮，其言甚危，其義甚正，若有敢死之氣而不畏彊禦。或曰：光行權，而延年守天下之大經，為萬世防。延年安得此不虞之譽哉！其後霍氏鴆皇后，謀大逆，以視光所行為何如，延年何以噤不復嗚邪？光之必有所顧忌而不怨延年，宣帝有畏於霍氏，必心利延年之說而不責延年，延年皆慮之熟矣。犯天下之至險而固非險也，則乘之以沽直作威，而庸人遂敬憚之。既熟慮誅戮之不加，而抑為庸人之所敬憚，延年之計得矣。前乎上官桀之亂，後乎霍禹之逆，使延年一訐其奸，而刀鋸且加乎身，固延年所弗敢問也。矯詭之士，每翹君與大臣危疑不自信之過，言之無諱以立名，而早計不逢其禍，此所謂「言辟而辨，行偽而堅」者也。有所擊必有所避，觀其避以知其擊，君子豈為其所罔哉[3]。

## 延伸阅读
[在维基数据编辑]
 《漢書·卷090》，出自班固《漢書》